# Andrea Crespo (nhà văn)
Andrea Priscila Crespo Granda (sinh ngày 4 tháng 10 năm 1983) là một nhà văn người Ecuador.

## Tiểu sử
Andrea Crespo sinh ngày 4 tháng 10 năm 1983 tại Guayaquil, Ecuador. Cô đã hoàn thành bằng cấp về văn bản sáng tạo tại University of Casa Grande.
Vào tháng 9 năm 2013, Crespo đã xuất bản tác phẩm đầu tiên LA Monstruo của mình thông qua Biên tập Cadáver Exquisito. Trong cuốn sách sử dụng cấu trúc của Pentateuch, Crespo đề cập đến nữ tính, nam tính và quyền lực trong chính trị thông qua cuộc đời của nhân vật chính.
Vào tháng 10 năm 2016, Crespo đã nhận được Aurelio Espinosa Pólit prize  từ Đại học Công giáo Ecuador, người đã chọn Đăng ký de la habada từ 166 tác phẩm khác. Vào tháng 12 năm đó, việc bán các bài thơ của Crespo đã bắt đầu tại Casa Morada ở Guayaquil.
Cuốn sách tiếp theo của cô, Libro Hémbrico, đã giành giải thưởng cuộc thi thơ quốc gia David Ledesma Vásquez của Nhà văn hóa Ecuador vào tháng 3 năm 2017, giải thưởng được xuất bản của tác phẩm. Nội dung của cuốn sách tập trung vào các chủ đề như chấp nhận cơ thể và nữ tính.
Crespo chạy trong 2013 Ecuadorian legislative election ở 2013 Ecuadorian legislative election  để giành chỗ cho Ruptura 25  tại Quốc hội Ecuador.

## Công trình
- L.A. Monstruo (2013)
- Đăng ký de la habitada (2016)
- Libro Hémbrico (2017)

## Trích dẫn
1. 1 2  “Andrea Crespo Granda – Elecciones Ecuador 2013” (bằng tiếng Tây Ban Nha). El Universo. Bản gốc lưu trữ ngày 25 tháng 4 năm 2014. Truy cập ngày 14 tháng 10 năm 2016.
2. 1 2  “La poesía hembraria de A. Crespo gana el Espinosa Pólit” (bằng tiếng Tây Ban Nha). El Telégrafo. 7 tháng 10 năm 2016. Bản gốc lưu trữ ngày 14 tháng 10 năm 2016. Truy cập ngày 14 tháng 10 năm 2016.
3. ↑  “Andrea Crespo lanzará esta noche su poemario en Espacio Vacío” (bằng tiếng Tây Ban Nha). El Telégrafo. 27 tháng 9 năm 2013. Bản gốc lưu trữ ngày 14 tháng 10 năm 2016. Truy cập ngày 14 tháng 10 năm 2016.
4. ↑  “Andrea Crespo Granda, la autora que no sabía que lo suyo era poesía” (bằng tiếng Tây Ban Nha). El Universo. 27 tháng 9 năm 2013. Bản gốc lưu trữ ngày 18 tháng 4 năm 2015. Truy cập ngày 14 tháng 10 năm 2016.
5. ↑  “El lenguaje abominable de la mujer monstruo” (bằng tiếng Tây Ban Nha). El Telégrafo. 30 tháng 12 năm 2013. Bản gốc lưu trữ ngày 14 tháng 10 năm 2016. Truy cập ngày 14 tháng 10 năm 2016.
6. ↑  “Andrea Crespo Granda ganó el Aurelio Espinosa Pólit 2016” (bằng tiếng Tây Ban Nha). El Comercio. 11 tháng 10 năm 2016. Bản gốc lưu trữ ngày 13 tháng 10 năm 2016. Truy cập ngày 12 tháng 10 năm 2016.
7. ↑  “Crespo Granda gana el Aurelio Espinosa Pólit” (bằng tiếng Tây Ban Nha). La Hora. 11 tháng 10 năm 2016. Bản gốc lưu trữ ngày 14 tháng 10 năm 2016. Truy cập ngày 14 tháng 10 năm 2014.
8. ↑  “Poemario en la Casa Morada” (bằng tiếng Tây Ban Nha). El Universo. 15 tháng 12 năm 2016. Bản gốc lưu trữ ngày 19 tháng 12 năm 2016. Truy cập ngày 14 tháng 10 năm 2016.
9. ↑  “Andrea Crespo ganó el Concurso de Literatura David Ledesma Vásquez 2016” (bằng tiếng Tây Ban Nha). El Comercio. 14 tháng 3 năm 2017. Bản gốc lưu trữ ngày 15 tháng 3 năm 2017. Truy cập ngày 27 tháng 7 năm 2017.
10. ↑  “Andrea Crespo Granda gana el Premio de Poesía David Ledesma Vásquez” (bằng tiếng Tây Ban Nha). El Telégrafo. 11 tháng 3 năm 2017. Bản gốc lưu trữ ngày 11 tháng 3 năm 2017.